# Coreoidea
Coreoidea — надродина клопів, що належить до інфраряду Pentatomomorpha.

## Класифікація
У надродині Coreoidea відомо 5 сучасних родин:
- Alydidae
- Coreidae
- Hyocephalidae
- Rhopalidae — булавникові
- Stenocephalidae
- †Trisegmentatidae
- †Yuripopovinidae